# Марий Эл (газета)
Газета «Марий Эл» — республиканская газета на марийском языке, издающаяся в Республике Марий Эл. Газета освещает общественно-политические, социально-экономические события, происходящие в республике, а также публикует материалы по истории, культуре, традиции и обычаях народа мари, проживающих в Республике Марий Эл, а также в регионах Российской Федерации. Учредителями газеты являются правительство и Министерство Культуры, печати и по делам национальностей Республики Марий Эл.
Газета выходит 2 раз в неделю на 12 и 20 полосах формата А3. Тираж — 6200 экземпляров.
Газета основана в 1915 году. Выходила под разными названиями: «Война увэр» (с 1915 г.), «Ӱжара» (с 1917 г.), «Йошкар кече» (с 1918 г.), «Марий коммунист» (с 1931 г.), «Марий коммуна» (с 1932 г.), «Марий Эл» (с 1992 г.).